# Туснолобов, Степан Сергеевич
Степа́н Серге́евич Тусноло́бов (27 октября 1918, Нолинский уезд, Вятская губерния — 24 декабря 1986, Дюртюли, Башкирская АССР) — советский военнослужащий, участник Великой Отечественной войны, командир орудия 281-го отдельного истребительно-противотанкового дивизиона; командир орудия батареи 76-мм пушек 174-го стрелкового полка 20-й стрелковой дивизии 28-й армии. Полный кавалер ордена Славы. На момент награждения орденом Славы I степени — старший сержант, впоследствии — старшина

## Биография
Степан Сергеевич Туснолобов родился 27 октября 1918 года в деревне Белогорье в крестьянской семье.
Русский. Член ВКП(б)/КПСС с 1943 года. В 1922 году с родителями переехал в посёлок Покровка Муслимовского района Татарии, граничащий с Бакалинским районом Башкирии.
Окончил начальную школу в деревне Старые Шарашлы, учился в Карповской средней школе Бакалинского района Башкирии. В 1936 году поступил в Мензелинский сельскохозяйственный техникум, но в связи с болезнью учёбу оставил и переехал в город Магнитогорск Челябинской области. В 1937—1940 годах работал на Магнитогорском металлургическом комбинате рабочим, контролёром по разливке стали.
В Красную Армию призван в феврале 1940 года Магнитогорским горвоенкоматом Челябинской области. На фронте в Великую Отечественную войну с августа 1942 года. В составе 20-й стрелковой дивизии освобождал Кубань, Белоруссию и Польшу, встретив День Победы в Берлине. Был дважды ранен.
В 1945 году старшина С. С. Туснолобов демобилизован. Работал инструктором сельскохозяйственного банка в городе Сураж (Белоруссия). В 1948 году  переехал в Башкирию и более четверти века трудился бурильщиком 2-й конторы бурения треста «Туймазабурнефть». Жил в пос. Дюртюли (с 1989 года — город).
Скончался 24 декабря 1986 года. Похоронен в городе Дюртюли.

## Подвиг
Командир орудия 281-го отдельного истребительно-противотанкового дивизиона (20-я стрелковая дивизия, 28-я армия, 1-й Белорусский фронт) старший сержант Степан Туснолобов в составе расчёта 22 июня 1944 года в бою у села Пружинище Полесской области Белоруссии подавил пулемётную точку, взорвал дзот и вывел из строя несколько 105-мм орудий врага. При прорыве обороны в этом районе отважный артиллерист истребил свыше отделения пехоты противника.6 июля 1944 года при отражении контратаки неприятеля в районе белорусского села Дубище старший сержант Туснолобов из орудия уничтожил около десяти гитлеровцев.
Приказом от 17 июля 1944 года за образцовое выполнение заданий командования в боях с немецко-фашистскими захватчиками старший сержант Туснолобов Степан Сергеевич награждён орденом Славы 3-й степени (№ 88272).
Боевой расчет старшего сержанта Туснолобов С. С. за период боев с 24-го по 27 августа 1944 года в районе польского города Вышкув поразил свыше двух десятков солдат и офицеров противника, подавил две пулемётные точки и пять миномётов, накрыл два вражеских блиндажа.
Приказом от 27 сентября 1944 года за образцовое выполнение заданий командования в боях с немецко-фашистскими захватчиками старший сержант Туснолобов Степан Сергеевич награждён орденом Славы 2-й степени (№ 25871).
Командир орудия батареи 76-мм пушек 174-го стрелкового полка (20-я стрелковая дивизия, 28-я армия, 3-й Белорусский фронт) старший сержант Степан Туснолобов в составе расчёта с 31-го января по 27 марта 1945 года в районе городов Арботен, Зоринберг (Восточная Пруссия) и при выходе к побережью залива Фришес-Хафф истребил около трёх десятков гитлеровцев, подавил несколько пулемётных точек, вывел из строя противотанковое орудие, взорвал пять дзотов, сжёг до десяти автомашин с боеприпасами и военным имуществом противника.
Указом Президиума Верховного Совета СССР от 27 июня 1945 года за образцовое выполнение заданий командования в боях с немецко-фашистскими захватчиками старший сержант Туснолобов Степан Сергеевич награждён орденом Славы 1-й степени (№ 1662), став полным кавалером ордена Славы.

## Награды
Награждён орденами Трудового Красного Знамени, Отечественной войны 1-й степени, Красной Звезды, «Знак Почёта», орденами Славы 1-й, 2-й и 3-й степени, медалями.

## Комментарии
1. ↑  Деревня Белогорье, относившаяся к Сретенской, в 1920-е годы — к Нолинской волости Нолинского уезда, в последующем входила в состав Юртинского сельсовета Нолинского района Кировской области; не сохранилась[1].